# Gregor Podschun
Gregor Podschun (* 1. Februar 1990 in Potsdam) ist ein deutscher Sozialarbeiter/Sozialpädagoge und Sozialmanager. Er ist seit dem 15. Mai 2025 Geschäftsführender Direktor der Bundeszentrale für Katholische Jugendarbeit – Jugendhaus Düsseldorf sowie Geschäftsführer des Bundes der Deutschen Katholischen Jugend (BDKJ).

## Ausbildung und Beruf
Gregor Podschun wurde in Potsdam geboren und wuchs in Zeesen, einem Ortsteil der brandenburgischen Stadt Königs Wusterhausen auf. Er absolvierte 2010 das Abitur am Friedrich-Wilhelm-Gymnasium in Königs Wusterhausen. Nach dem Zivildienst im Christian-Schreiber-Haus, der Jugendbildungsstätte des Erzbistums Berlin in Grünheide (Mark), begann er ein Studium des Verkehrswesens an der Technischen Universität Berlin. Er wechselte 2012 ins Studium Soziale Arbeit an der Katholischen Hochschule für Sozialwesen Berlin (KHSB) und schloss dort 2016 mit dem Bachelor of Arts ab. 2017 schloss er an der Evangelischen Hochschule Berlin (EHB) den Master of Arts in „Leitung – Bildung – Diversität“ ab.
Nach dem Studium war Podschun von 2017 bis 2020 Referent für Freiwilligendienste bei INVIA – Katholischer Verband für Mädchen- und Frauensozialarbeit im Erzbistum Berlin. Seit 2020 ist er Bundesvorsitzender des Bundes der Deutschen Katholischen Jugend (BDKJ).
Vom 1. August 2020 bis zum 14. Mai 2025 war Gregor Podschun Bundesvorsitzender des Bundes der Deutschen Katholischen Jugend (BDKJ).

## Engagement in der Jugendverbandsarbeit
Bereits in der Kindheit und Jugend war Podschun in der Pfarrgemeinde St. Elisabeth in Königs Wusterhausen engagiert. Er war Sternsinger, Ministrant, Mitglied des Pfarrgemeinderates und leitete das örtliche Katholische Jugendzentrum „proFete“. Er wurde mit der Gründung einer Siedlung und eines späteren Stammes der Deutschen Pfadfinderschaft St. Georg (DPSG) in der Pfarrgemeinde Mitglied der Pfadfindergruppe. Mit dem Zivildienst war er Dekanatsverband Treptow-Köpenick und Diözesanverband Berlin des BDKJ aktiv. Er wurde Mitglied in der Katholischen Landjugendbewegung Deutschlands (KLJB) und der Katholischen jungen Gemeinde (KjG) im Erzbistum Berlin. 2011 wurde er zum Vorsitzenden des BDKJ-Dekanatsverbands Treptow-Köpenick gewählt. Von 2015 bis 2020 war er Vorsitzender des BDKJ-Diözesanverbands Berlin. Er war in zahlreichen kirchlichen, gesellschaftlichen und staatlichen Gremien Mitglied, unter anderem im Diözesanrat der Katholiken Berlin sowie im Ludwig-Wolker e.V. – Verein für Internationale Jugendarbeit.
2020 bewarb er sich um das Amt des hauptamtlichen Bundesvorsitzenden des BDKJ und wurde von der BDKJ-Hauptversammlung in dieses Amt gewählt. 2023 wurde er im Amt bestätigt. Er ist erster Vorsitzender des BDKJ-Bundesstelle e.V. sowie des Jugendhauses Düsseldorf e.V. und verantwortet im BDKJ-Bundesvorstand u. a. die Themen Kirchenpolitik, Entwicklungspolitik, Freiwilligendienste, den weltwärts-Dienst und die 72-Stunden-Aktion.

## Mitgliedschaften und Ehrenamt
Neben seinen Ämtern in der Jugendverbandsarbeit engagiert sich Podschun auch in weiteren gesellschaftlichen Bereichen. Er ist Mitglied des Zentralkomitees der deutschen Katholiken (ZdK) und stellvertretender Vorsitzender der Arbeitsgemeinschaft Katholischer Organisationen Deutschland (AGKOD). Von 2019 bis 2023 war er Mitglied des Synodalen Weges in Deutschland und dort im Synodalforum „Leben in gelingenden Beziehungen – Liebe leben in Sexualität und Partnerschaft“ aktiv. Er ist seit 2023 Mitglied im Synodalen Ausschuss der katholischen Kirche in Deutschland. Er ist für den BDKJ Gesellschafter der GEPA, Mitglied bei Fairtrade Deutschland und der Klima-Allianz Deutschland.
Außerdem ist Podschun Mitglied bei Bündnis 90/Die Grünen.

## Positionen
Gregor Podschun setzt sich – vor allem seit Bekanntwerden der sexualisierten Gewalt in der römisch-katholischen Kirche in Deutschland – für Veränderungen und Reformen in der römisch-katholischen Kirche ein. Er engagiert sich für die Rechte von Frauen, queeren Personen und homosexuellen Menschen in der Kirche und gilt als kritisch gegenüber der Lehre der Kirche. Er fordert den Abbau von Klerikalismus, die Beteiligung von Gläubigen in der Kirche, die Mitentscheidung junger Menschen und eine Demokratisierung der Kirche. Außerdem steht er für die Absenkung des Wahlalters, für einen Rechtsanspruch auf Freiwilligendienst sowie Klimagerechtigkeit und Fairen Handel.